# Leon Krzyżaniak
Leon Krzyżaniak (ur. prawdopodobnie w 1882, zm. 9 lutego 1952 w Poznaniu) – polski działacz śpiewaczy.

## Życiorys
Młode lata spędził na terenie Niemiec, w Nadrenii Północnej-Westfalii, gdzie rodzina osiadła w poszukiwaniu pracy. Brał tam udział w polskim życiu kulturalnym, jako działacz ruchu śpiewaczego. Zakładał koła śpiewacze i sam śpiewał w chórze Wanda w Essen. Był tam jednym z najaktywniejszych działaczy. Należał też do związku Zjednoczenie Zawodowe Polskie.
W początku lat 30. XX wieku powrócił do Polski, zamieszkał w Poznaniu i zajął się pracą organizacyjną w Chórze im. Stanisława Moniuszki, który w większości składał się z reemigrantów z Niemiec. Pracował jednocześnie jako urzędnik państwowy. W 1935 został prezesem Chóru im. Stanisława Moniuszki i funkcję tę sprawował do 1951. Organizował koncerty w Polsce i za granicą. Od kwietnia 1945 odbudowywał ten chór i był autorem jego sukcesów artystycznych, m.in. występów radiowych, czemu sprzyjała dyrygentura Stefana Stuligrosza w latach 1949–1951.
Za zasługi dla ruchu chóralnego został członkiem honorowym Związku Polskich Kół Śpiewaczych w Westfalii i Nadrenii. 
Zmarł po chorobie 9 lutego 1952 i został pochowany na Cmentarzu junikowskim 13 lutego 1952.

## Ordery i odznaczenia
- Srebrny Krzyż Zasługi (11 listopada 1936)[2]
- Srebrna Odznaka Zjednoczenia Polskich Zespołów Śpiewaczych